# 青霉烯
青霉烯（英語：penems）是一类不饱和的β-内酰胺抗生素的统称，即2,3-脱氢青霉烷。
青霉烯和青黴烷的不同在于五元环上带有一个2(3)位的双键；青霉烯和碳青黴烯的不同在于五元环上的4号位上是一个硫原子，而碳青黴烯是一个碳原子。
青霉烯类抗生素的例子有法罗培南。

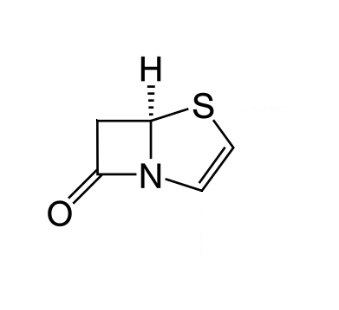
青霉烯的键线式
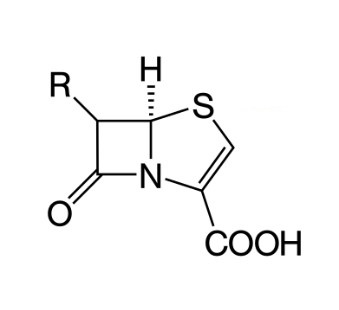
青霉烯类常见的共同键线式
法罗培南是一种青霉烯